# IFK Märsta
IFK Märsta är en friidrottsförening i stockholmsförorten Märsta. Föreningen grundades den 4 februari 1970 av tränaren och eldsjälen Gösta Laudon. IFK Märsta hemmaarena är sedan år 2005 Midgårdsvallen vid Atletvägen i centrala Märsta.
Framstående historiskt på seniornivå i klubben har bland annat varit Kenneth Pettersson, svensk mästare på 400 m häck 1980 och 1981, Tony Jonasson i längdhopp och Karin Andersson i kula.
På ungdomsnivå har många framgångar skördats genom åren på riksnivå. 
Under 1990-talet nådde Natalie Heinonen (född 1989) pallplaceringar på skol-SM och USM i slägga. Hampus Larsson (född 1991) har bland annat vunnit Världsungdomsspelen i spjut. 
Under 2000-talet har klubben fortsatt tagit nya USM och skol-SM medaljer genom Johan Slagbrand (född 1996) på medeldistans (1000m) och av Emma Thor (född 1997) i kulstötning.
Klubben har även en veteransektion som leds av IFK Märstas gamle höjdhoppare, Tomas Bengtsson.
Veteranerna har också haft fina framgångar under 2000-talet. Bland annat två Nordiska mästerskapsguld i stavhopp och spjut genom Tomas Bengtsson (M45) och Patrik Rostmark (M40). Peter Wallin (M35) har satt flera uppländska distriktsrekord i lång sprint och häck. Åke Lundberg (M55) har satt uppländskt distriktsrekord i diskus.
På ungdomssidan har klubben utvecklat sig mot mångkamp.
Sedan 1971 arrangerar IFK Märsta friidrottstävlingen "Sigtunakampen" tillsammans med Sigtuna kultur & Fritid. Sigtunakampen är en mångkampstävling för skolungdomar i årskurserna 1-6.

## Gösta Laudon
Gösta Laudon är numera död, men hans minne firas i klubben genom det årliga hedersstipendiet från Gösta Laudon stiftelsen.
2008 fick Gösta Laudon en väg uppkallad efter sig. Den ligger i det nya bostadsområdets på den plats där Ärlinghedens idrottsplats förr låg och där IFK Märsta tidigare hade sin träningsarena.